# Tissue & Cell
Tissue & Cell ist eine wissenschaftliche Fachzeitschrift, die vom Elsevier-Verlag veröffentlicht wird. Die Zeitschrift erscheint derzeit mit sechs Ausgaben im Jahr. Es werden Arbeiten veröffentlicht, die sich mit der Organisation von Zellen, ihren Bestandteilen und extrazellulären Produkten beschäftigen.
Der Impact Factor lag im Jahr 2014 bei 1,252. Nach der Statistik des ISI Web of Knowledge wird das Journal mit diesem Impact Factor in der Kategorie Anatomie und Morphologie an 14. Stelle von 20 Zeitschriften und in der Kategorie Zellbiologie an 170. Stelle von 184 Zeitschriften geführt.